# Mistrzostwa Europy w Saneczkarstwie 2023
54. Mistrzostwa Europy w saneczkarstwie 2023 odbyły się w dniach 14–15 stycznia 2023 w łotewskiej miejscowości Sigulda.

## Klasyfikacja medalowa
Pogrubieniem i kolorem oznaczono kraj będący gospodarzem mistrzostw ( Łotwa):
| Lp.    | Kraj   | Złoto | Srebro | Brąz | Razem |
| 1.     | Niemcy | 3     | 3      | 1    | 7     |
| 2.     | Łotwa  | 1     | 2      | 3    | 6     |
| 3.     | Włochy | 1     | 0      | 1    | 2     |
| Ogółem | Ogółem | 5     | 5      | 5    | 15    |

## Medaliści i medalistki
| Konkurencja       | Złoto                                                                      | Czas     | Srebro                                                             | Czas     | Brąz                                                                                 | Czas     |
| Jedynki kobiet    | Anna Berreiter                                                             | 1:24,600 | Dajana Eitberger                                                   | 1:24,631 | Elīna Ieva Vītola                                                                    | 1:24,637 |
| Jedynki mężczyzn  | Max Langenhan                                                              | 1:37,588 | Felix Loch                                                         | 1:37,646 | Kristers Aparjods                                                                    | 1:37,673 |
| Dwójki kobiet     | Włochy Andrea Vötter · Marion Oberhofer                                    | 1:26,281 | Łotwa Anda Upīte · Sanija Ozoliņa                                  | 1:26,782 | Niemcy Jessica Degenhardt · Cheyenne Rosenthal                                       | 1:26,839 |
| Dwójki mężczyzn   | Niemcy Tobias Wendl · Tobias Arlt                                          | 1:24,022 | Łotwa Mārtiņš Bots · Roberts Plūme                                 | 1:24,084 | Łotwa Eduards Ševics-Mikeļševics · Lūkass Krasts                                     | 1:24,111 |
| Sztafeta mieszana | Łotwa Elīna leva Vītola · Kristers Aparjods · Mārtiņš Bots · Roberts Plūme | 2:13,143 | Niemcy Anna Berreiter · Max Langenhan · Tobias Wendl · Tobias Arlt | 2:13,510 | Włochy Sandra Robatscher · Dominik Fischnaller · Emanuel Rieder · Simon Kainzwaldner | 2:13,917 |